# 桑原和生
桑原 和生（くわはら かずき、1971年6月2日 - ）は、大阪府出身のファッションデザイナー。過去に、俳優、バンドなどを経験し、現在、STRUM（ストラム）の名でレザー中心のブランドを展開している。 株式会社g9g（ジーナインジー）代表取締役。    

## 略歴
1999年8月、日本テレビ Shin-D 『夏色の恋』で、俳優として準主役デビューを果たす。主な出演作に、フジテレビ『新・風のロンド』（準主役）やTBS『水戸黄門』1000回記念3時間スペシャル（ゲスト主役）、映画『ゼブラーマン』、『阿修羅城の瞳』などがある。 2011年頃まで、映画やドラマで活躍。
2009年-2014年、ロックバンド『submen』でベースを担当。
2012年12月、革の存在感、可能性に魅入れられ、本格的に革の加工技術を学び、 革の更なる可能性を求め『g9g』を設立。
2013年3月、レザーブランド『STRUM』を立ち上げ、2013-14 AUTUMN/WINTER COLLECTIONでデビュー。
2015年3月、LAのセレクトショップとも取引が始まり、日本のみならず、海外でも高い評価を受ける。
2016年3月、レディース レザーブランド『Lucinda』を発表。
2017年9月、中目黒にSTRUM FLAGSHIP SHOPを開店。
2018年10月、同じく中目黒のビル1棟に移転し、1FにSTRUM FLAGSHIP SHOP、2Fにギャラリー、3Fにアトリエを構えた STRUM SECTIONを立ち上げる。  
2020年9月、レザー小物ブランド『Session』を発表。   

## 出演

### テレビドラマ
- Shin-D「夏色の恋」（1999年）- 浅野剛 役
- テレビ朝日「てっぺん」第１０話（1999年）-　島津部下 役
- WOWOW 『パチプロ探偵ナナ』（2000年）- 川口 優作 役
- 日本テレビ 『幸福の王子』第1話（2003年）
- 水戸黄門1000回スペシャル（2003年）- 結城七十郎 役
- 水戸黄門 第33部19話（2004年）- 越後長岡藩主・牧野忠辰 役
- フジテレビ 『ほんとにあった女と男の恐い話～ストーカー女の復讐～』（2004年）- 中野雅広 役
- 土曜ワイド劇場「西村京太郎トラベルミステリー43 愛と殺意の津軽三味線」（2005年）- 大野久彦 役
- フジテレビ 『ほんとにあった女と男の恐い話～狂った嫉妬心～』（2005年）- 久野浩一 役
- 火曜サスペンス劇場（日本テレビ）
  - 「デパ地下の女スペシャル」（2005年4月12日）- 浜田圭介 役
  - 刑事・鬼貫八郎18最終章「真夜中の乗客」（2005年9月20日）- 警視庁東中野警察署刑事課 原田　役
- フジテレビ 『女の宿命』（2005年）- 吉田英男 役
- テレビ朝日 『女たちの大和』（2005年）- 椿原義彦 役
- 新・風のロンド（2006年）レギュラー全63話 - 関根志郎 役
- 渡る世間は鬼ばかり 第8シリーズ 43・45話（2006年 - 2007年）- ケン（ホスト） 役
- NHK 『監査法人』 第3話（2008年） 日本テレビ 「課長・島耕作２～香港の誘惑～」（2008年）-  八木尊 役
- CS「夫の携帯」（2008年）- 和田純一 役
- 遺恨あり 明治十三年 最後の仇討（2011年）- 中田 役
- テレビ朝日 『告発～国選弁護人』第6話　（2011年）- 大宮伸吾 役
- 月曜ゴールデン「人間再生・工場長 岡田岩児」（2011年 - 藤川和弘 役

### 映画
- 東京★ざんす（2000年） 『優しい国の人々』編
- 極道の妻たち リベンジ（2000年）- 中林 役
- デーモンラヴァー{仏}（2002年）（movie extra)
- ロスト・イン・トランスレーション』{米}（2003年）（movie extra)
- ゼブラーマン（2004年）- 小松先生 役
- 阿修羅城の瞳（2005年）- 伊藤喜四郎 役
- ２／２（2005年）- 向井 役
- ISAMU KATAYAMA＝ARTISANAL LIFE（2009年）

### 舞台
- Sparks『One Way Ticket』(河合範子 演出）（1999年）
- Sparks『TIME GAMBLER〜時ハ金ナリ〜』(今井敦 演出）（2000年）
- Sparks『ハヤオクリ』（矢田政伸 演出）（2001年）
- NPO ALIMENTA『バンクシアのめざめ』（三枝健起 演出）（2001年）
- STAR CAST『英國少年園』（星 要市 演出）（2002年）
- Sparks『GO! GO! EGGMAN!!』(クワハラカズキ演出)（2003年）
- MOBA『夏の夜の夢』～直島編～一夜公演（野崎美子 演出）（2003年）
- MOBA『夏の夜の夢』～金毘羅宮編～一夜公演（野崎美子 演出）（2004年）
- Sparks『GET A LIFE!』(クワハラカズキ演出)（2005年）
- MOBA『夏の夜の夢』～横浜編～一夜公演（野崎美子 演出）（2005年）
- MOBA『千一夜物語』（野崎美子 演出）（2006年）

### CM
- リバー産業　『リバーカントリーガーデン』（1997年）
- サッポロビール　『春が来た』（1998年）
- フォーライフ　『夏の月』／杏里　（1999年）
- NTTコムウェア（2002年）
- 高橋酒造 『白岳』 ～White Lie ? たわいない［罪のない］うそ （2006年）
- 高橋酒造 『白岳』 第二弾 ～White Lie 2 ？ たわいない［罪のない］うそ（2007年）
- アイフルホーム（2009年）

### アルバム
- submen『LOVE & HATE e.p. 』（TOKYO(W)REC(k)ORDS）（2011年）